# Martinsville, New Jersey
Martinsville är en ort i Somerset County i delstaten New Jersey, USA.